# Reykjanesbær
Reykjanesbær je pátá nejlidnatější islandská obec, která se nachází na jihozápadě země. Kromě severního pobřeží, kde leží u zálivu Faxaflói je obklopená Atlantským oceánem. Leží na poloostrově Reykjanes v regionu Suðurnes.
Jsou v ní města Keflavík (8 169 obyvatel) největší, Njarðvík (4 398 obyvatel), Hafnir (150 obyvatel) a okresy Keflavíkurkaupstaðar, Njarðvíkurkaupstaðar a Hafnahrepps. Tyto okresy se vytvořily 11. června 1994 a obec se vytvořila roku 1995. Města Keflavík a Njarðvík jsou od sebe vzdálena 3 km, Hafnir 10 km jihozápadně od měst. U města Njarðvík leží hlavní islandské Letiště Keflavík (islandsky: Keflavíkurflugvöllur).

## Partnerská města
- Brighton, Spojené království
- Hjørring, Dánsko
- Kerava, Finsko
- Kristiansand, Norsko
- Miðvágur, Faerské ostrovy
- Orlando, Florida, USA
- Trollhättan, Švédsko